# Mr. Flamboyant
Mr. Flamboyant  é um EP de seis faixas do rapper E-40. Foi lançado em 1991 pela sua própria gravadora, a Sick Wid It Records nos formatos de LP e cassete. Conta com a produção de Al Eaton, B-Legit, D-Shot, E-40.

## Faixas
1. "Mr Flamboyant" - 5:53
2. "Tanji" - 1:33
3. "Club Hoppin'" - 4:44
4. "Shut It Down" - 3:39
5. "Tanji" (instrumental) - 1:31
6. "Club Hoppin'" (instrumental) - 4:43